# Christian Sarron
Christian Sarron (ur. 27 marca 1955 w Clermont-Ferrand) – francuski motocyklista. Brat innego znanego motocyklisty, Dominique Sarrona. Przez całą karierę w MMŚ związany był z zespołem Sonauto-Yamaha.

## Kariera

### 350 cm³
W MMŚ Christian Sarron zadebiutował w roku 1976, w kategorii 350 cm³. Francuz wystartował łącznie w dziesięciu wyścigach w latach 1976-1978. Najlepiej spisał się w sezonie 1977 roku, kiedy to zmagania zakończył na 7. miejscu, z dorobkiem trzech miejsc na podium. 

### 250 cm³
W pośredniej kategorii 250 cm³ Sarron zadebiutował w 1977 roku, podczas GP Niemiec i już w pierwszym starcie stanął na najwyższym stopniu podium. W tym samym sezonie wziął udział jeszcze w GP Hiszpanii, który zakończył na czwartej lokacie. Zdobyte punkty sklasyfikowały go na 14. pozycji.
W roku 1982 wystartował w czterech wyścigach. W GP Finlandii po raz drugi w karierze zwyciężył, uzyskując przy okazji najszybsze okrążenie. W klasyfikacji generalnej uplasował się na 10. miejscu.
Sezon 1983 był pierwszym dla Sarrona w pełnym wymiarze. Francuz liczył się w walce o tytuł mistrzowski, stając na podium w pięciu rundach. Triumfował w jednej eliminacji o GP Szwecji, natomiast podczas GP Francji startował z pole position. Nie ukończył jednak aż czterech wyścigów, w tym trzech rozpoczynających cykl zmagań. Ostatecznie został wicemistrzem świata.
W kolejnym roku startów Sarron sięgnął po upragniony tytuł, po zaciętej walce z Niemcem Manfredem Herweh (wyprzedził go zaledwie o dziewięć punktów). W ciągu dwunastu wyścigów aż ośmiokrotnie plasował się w czołowej trójce, z czego trzykrotnie na najwyższym stopniu. Tyle samo razy sięgnął także po pole position. Po tym sezonie Francuz zakończył starty w tej serii.

### 500 cm³
W najwyższej kategorii 500 cm³ Francuz zadebiutował w roku 1979. W ciągu dziewięciu wyścigów, siedmiokrotnie dojechał do mety, za każdym razem plasując się w czołowej dziesiątce. Najlepiej zaprezentował się podczas GP Finlandii, w którym znalazł się na piątym miejscu. Uzyskane punkty sklasyfikowały go na 11. lokacie.
Po roku przerwy, Sarron powrócił do rywalizacji. Wziął udział w pięciu rundach, jednak tylko w jednej zakończył zmagania na premiowanej punktami pozycji. Dzięki dziewiątej lokacie w GP Narodów, w klasyfikacji generalnej usadowił się na 23. miejscu.
Po zdobyciu mistrzostwa w kategorii 250 cm³, Christian na stałe przeniósł się do klasy królewskiej. Już w drugiej rundzie (o GP Hiszpanii) stanął na najniższym stopniu podium, natomiast podczas kolejnej eliminacji (o GP Niemiec) zwyciężył, wykręcając przy tym najszybsze okrążenie wyścigu. Jak się później okazało, był to jedyny triumf w karierze Francuza. Na trzecim miejscu sklasyfikowany został jeszcze trzykrotnie, ostatecznie plasując się na tej samej pozycji w klasyfikacji końcowej, z dużą jednak stratą do Amerykanów - Freddie Spencera oraz Eddie Lawsona. 
Kolejny rok startów okazał słabszy w wykonaniu Sarrona. Na podium znalazł się zaledwie dwukrotnie, zajmując trzecie miejsce podczas GP Belgii i Francji. Był to jednak bardzo równy sezon w wykonaniu Christiana, który we wszystkich ukończonych wyścigach mieścił się w czołowej szóstce. W klasyfikacji generalnej uplasował się na 6. pozycji. 
W sezonie 1987 ośmiokrotnie sięgał po punkty, będąc ponownie dwa razy na najniższym stopniu podium. Najlepiej spisał się w GP Narodów oraz Francji, gdzie startował również z pierwszej lokaty. Aż sześciokrotnie nie dojechał jednak do mety, ostatecznie kończąc rywalizację na 7. miejscu.
Rok 1988 był najlepszym sezonem w karierze Sarrona, pomimo zajęcia 4. lokaty w końcowej klasyfikacji. Świetna okazała się zwłaszcza środkowa część zmagań, kiedy to sześciokrotnie znalazł się w czołowej trójce. Christian okazał się rekordzistą w ilości zdobytych pole position, wygrywając kwalifikacje pięć razy. 
W 1989 roku reprezentant Francji dzięki niezwykle równej formie, rywalizację ukończył po raz drugi w karierze na 3. pozycji. Na podium uplasował się trzykrotnie, jednakże w większości wyścigów dojeżdżał w czołowej czwórce. Był to jednak ostatni sezon, w którym Sarron stanął na piedestale.
Sezon 1990 był ostatnim w karierze Christiana. W trakcie dwunastu eliminacji, ośmiokrotnie dojechał do mety, a najlepszym osiągniętą lokatą okazała się czwarta pozycja w trzech wyścigach. Dorobek punktowy pozwolił mu zająć 9. miejsce w ostatecznej klasyfikacji.
Po zakończeniu kariery w mistrzostwach świata, Christian zaangażował się w wyścigi długodystansowe. Połączył siły z bratem Dominique Sarronem, z którym zwyciężył w wyścigu wytrzymałościowym "Bol d'Or". Po sezonie 1995 oficjalnie zakończył karierę wyścigową. Został dyrektorem zespołu Yamaha, startującym w wyścigach Superbike'ów. 

### Statystyki liczbowe
System punktowy od 1969 do 1987:
| Pozycja | 1  | 2  | 3  | 4 | 5 | 6 | 7 | 8 | 9 | 10 |
| Punkty  | 15 | 12 | 10 | 8 | 6 | 5 | 4 | 3 | 2 | 1  |

System punktowy od 1988 do 1992:
| Pozycja | 1  | 2  | 3  | 4  | 5  | 6  | 7 | 8 | 9 | 10 | 11 | 12 | 13 | 14 | 15 |
| Punkty  | 20 | 17 | 15 | 13 | 11 | 10 | 9 | 8 | 7 | 6  | 5  | 4  | 3  | 2  | 1  |

| Rok  | Klasa   | Zespół         | Motocykl      | 1       | 2       | 3       | 4       | 5       | 6     | 7       | 8       | 9       | 10      | 11    | 12      | 13    | 14      | 15      | Punkty | Pozycja | Zwycięstwa |
| ---- | ------- | -------------- | ------------- | ------- | ------- | ------- | ------- | ------- | ----- | ------- | ------- | ------- | ------- | ----- | ------- | ----- | ------- | ------- | ------ | ------- | ---------- |
| 1976 | 350 cm³ | Sonauto-Yamaha | TZ350         | FRA     | AUT     | NAT     | IOM     | NED     | FIN   | CZE 10  | GER 7   | ESP     |         |       |         |       |         |         | 5      | 26      | 0          |
| 1977 | 250 cm³ | Sonauto-Yamaha | TZ250         | VEN     | GER 1   | NAT     | ESP 4   | FRA     | YUG   | NED     | BEL     | SWE     | FIN     | CZE   | GBR     |       |         |         | 23     | 14      | 1          |
| 1977 | 350 cm³ | Sonauto-Yamaha | TZ350         | VEN     | GER 8   | NAT     | ESP 2   | FRA     | YUG   | NED     |         | SWE 10  | FIN 2   | CZE 3 | GBR     |       |         |         | 38     | 7       | 0          |
| 1978 | 350 cm³ | Sonauto-Yamaha | TZ350         | VEN 6   | AUT     | FRA     | NAT     | NED 5   | SWE   | FIN     | GBR 7   | GER     | CZE     | YUG   |         |       |         |         | 15     | 15      | 0          |
| 1979 | 500 cm³ | Sonauto-Yamaha | TZ500         | VEN 7   | AUT     | GER 8   | NAT Ret | ESP     | YUG 7 | NED 9   | BEL Ret | SWE 9   | FIN 5   | GBR 6 | FRA     |       |         |         | 26     | 11      | 0          |
| 1981 | 500 cm³ | Sonauto-Yamaha | TZ500         | AUT Ret | GER     | NAT 9   | FRA Ret | YUG     | NED   | BEL     | RSM 12  | GBR 18  | FIN     | SWE   |         |       |         |         | 2      | 23      | 0          |
| 1982 | 250 cm³ | Sonauto-Yamaha | TZ250         |         |         | FRA     | ESP 9   | NAT 8   | NED   | BEL     | YUG 5   | GBR     | SWE     | FIN 1 | CZE     | RSM   | GER     |         | 26     | 10      | 1          |
| 1982 | 350 cm³ | Sonauto-Yamaha | TZ350         | ARG     | AUT     | FRA     |         | NAT     | NED 5 |         |         | GBR 5   |         | FIN 2 | CZE 7   |       | GER     |         | 28     | 8       | 0          |
| 1983 | 250 cm³ | Sonauto-Yamaha | TZ250         | RSA Ret | FRA Ret | NAT Ret | GER 7   | ESP 2   | AUT 4 | YUG 2   | NED Ret | BEL 2   | GBR 3   | SWE 1 |         |       |         |         | 73     | 2       | 1          |
| 1984 | 250 cm³ | Sonauto-Yamaha | TZ250         | RSA 2   | NAT Ret | ESP 2   | AUT 1   | GER 1   | FRA 5 | YUG 2   | NED Ret | BEL 3   | GBR 1   | SWE 2 | RSM Ret |       |         |         | 109    | 1       | 3          |
| 1985 | 500 cm³ | Sonauto-Yamaha | Yamaha YZR500 | RSA 6   | ESP 3   | GER 1   | NAT 5   | AUT 3   | YUG 5 | NED Ret | BEL 3   | FRA Ret | GBR 3   | SWE 4 | RSM Ret |       |         |         | 80     | 3       | 1          |
| 1986 | 500 cm³ | Sonauto-Yamaha | Yamaha YZR500 | ESP 5   | NAT 4   | GER Ret | AUT 4   | YUG 6   | NED 5 | BEL 3   | FRA 3   | GBR Ret | SWE     | RSM 6 |         |       |         |         | 58     | 6       | 0          |
| 1987 | 500 cm³ | Sonauto-Yamaha | Yamaha YZR500 | JPN Ret | ESP Ret | GER Ret | NAT 3   | AUT 6   | YUG   | NED Ret | FRA 3   | GBR 4   | SWE Ret | CZE 7 | RSM 8   | POR 5 | BRA 5   | ARG Ret | 52     | 7       | 0          |
| 1988 | 500 cm³ | Sonauto-Yamaha | Yamaha YZR500 | JPN 8   | USA 6   | ESP 4   | EXP 4   | NAT Ret | GER 3 | AUT Ret | NED 3   | BEL Ret | YUG 2   | FRA 2 | GBR 3   | SWE 3 | CZE Ret | BRA 5   | 149    | 4       | 0          |
| 1989 | 500 cm³ | Sonauto-Yamaha | Yamaha YZR500 | JPN 7   | AUS 3   | USA 6   | ESP 4   | NAT DNS | GER 5 | AUT 4   | YUG 5   | NED 3   | BEL 4   | FRA 4 | GBR 5   | SWE 2 | CZE 4   | BRA 8   | 165.5  | 3       | 0          |
| 1990 | 500 cm³ | Sonauto-Yamaha | Yamaha YZR500 | JPN Ret | USA 4   | ESP 7   | NAT     | GER 4   | AUT 7 | YUG     | NED 7   | BEL 4   | FRA Ret | GBR 8 | SWE     | CZE 6 | HUN Ret | AUS Ret | 84     | 9       | 0          |